# (36061) Haldane
Pour les articles homonymes, voir Haldane.
(36061) Haldane est un astéroïde de la ceinture principale.

## Description
(36061) Haldane est un astéroïde de la ceinture principale. Il fut découvert le 11 septembre 1999 à Monte Agliale par Matteo Santangelo. Il présente une orbite caractérisée par un demi-grand axe de 3,26 UA, une excentricité de 0,06 et une inclinaison de 3,5° par rapport à l'écliptique.
Il est nommé d'après le généticien britannique John Haldane.

## Compléments